# Santchou
Santchou est une commune du Cameroun. Connu localement sous le nom Sanzo (en langue locale) qui signifie "Père Élephant ou Père de l'Élephant" est située dans le département de la Menoua et la région de l'Ouest.

## Géographie

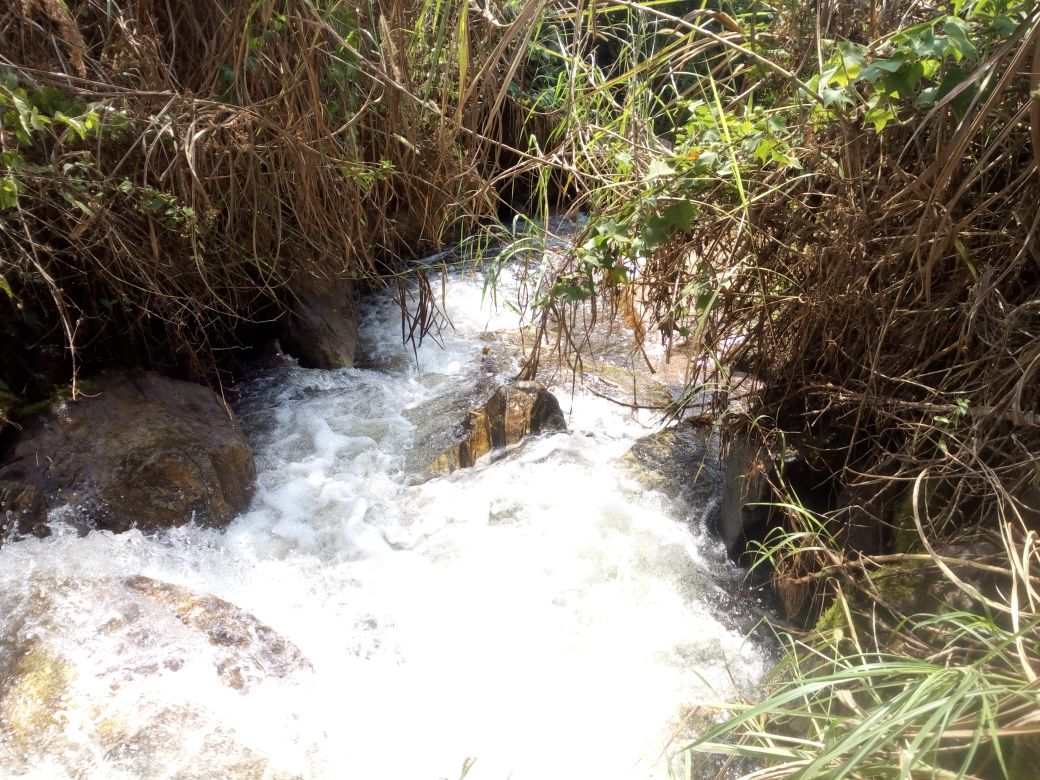
Cours d'eau au pied de la colline de Santchou.

La localité de Santchou est située sur la rive droite de la rivière Ménoua et desservie par la route provinciale P17 (route de la falaise de Dschang) à 29 km au sud du chef-lieu départemental Dschang. La commune fait partie de la plaine des Mbo, est limitée au sud par le mont Manengouba, à l'ouest par la région du Sud-Ouest, au nord par la falaise de Dschang et à l'est par Bafang.
La Commune de Santchou abrite la réserve de faune de Santchou, la seule aire protégée de la région de l'ouest. 
La commune est limitrophe de deux communes du département de la Ménoua; Dschang et Fokoué. 
| Fontem | Dschang  | Fokoué |
| Nguti  | Santchou | Fokoué |
| Melong | Melong   | Kékem  |

## Population
Lors du recensement de 2005, la commune comptait 37 479 habitants, dont 9 428 pour Santchou Ville.
Les principales ethnies présentes sur le territoire de la commune de Santchou sont constituées majoritairement des Bamilékés (52%) suivi des Mbo’o (45%). D’autres ethnies s'y trouvent (Bulu, Ewondo, Douala, etc.) mais sont classées parmi le personnel administratif en perpétuel mouvement car disposé à être appelé à d’autres fonctions

## Structure administrative de la commune
La ville de Santchou proprement dite est située sur le territoire du village Fongwang, dans le groupement Santchou.

## Chefferies traditionnelles
L'arrondissement compte trois chefferies de 2e degré :
- Groupement Santchou
- Groupement Fondonera
- Groupement Fombap

Chaque village est dirigé par un comité de sages avec un chef. En outre, tous les chefs de ces villages relèvent du chef supérieur.
L'arrondissement de Santchou est constitué de  trois grands groupements :
- Le groupement Fombap : Il s'agit d'un groupement multiethnique majoritairement Bamiléké, composé de 12 villages (chefferies de 3è degré). Le chef supérieur actuel des Fombapais est le roi Albert Ngnintezem qui a été intronisé en 2003.
- Le groupement Fondonera : C'est un groupement mono-ethnique, constitué des populations exclusivement Bamileké.
- Le groupement de Santchou : Il s'agit du seul groupement multiethnique majoritaire Mbo de l'arrondissement de Santchou. Il est constitué d'environ 30 villages (chefferies de 3è degré). Il semblerait que jusqu'à présent il n'existe pas encore de chef supérieur officiellement reconnu dans le groupement de Santchou. Cependant il est fort probable que Pierre Mila Assouté, par ailleurs fondateur du RDMC, un homme politique exilé en France soit le Chef supérieur des Mbos de Santchou.

## Histoire
Santchou était une ville agricole prospère en raison de la présence de la culture du riz et de la société de recherche (SODERIM) créée en 1978 pour améliorer la production de riz.

## Économie
La culture du riz représentait la principale activité économique dans la ville et a été responsable de l'expansion rapide de la population au début des années 1980. De 15 000 à environ 25 000 personnes. Cela a également attiré d'autres groupes ethniques de la ville principalement les Bamiléké qui, résidant dans les villes et villages environnants, ouvrent d'autres entreprises.
En raison du manque d'investissement, de la mauvaise infrastructure routière, des fautes de gestion et de planification, la société de la culture du riz a fermé, ce qui a grandement affecté l'économie de la ville.

Installations désaffectées de l'ancienne usine SODERIM
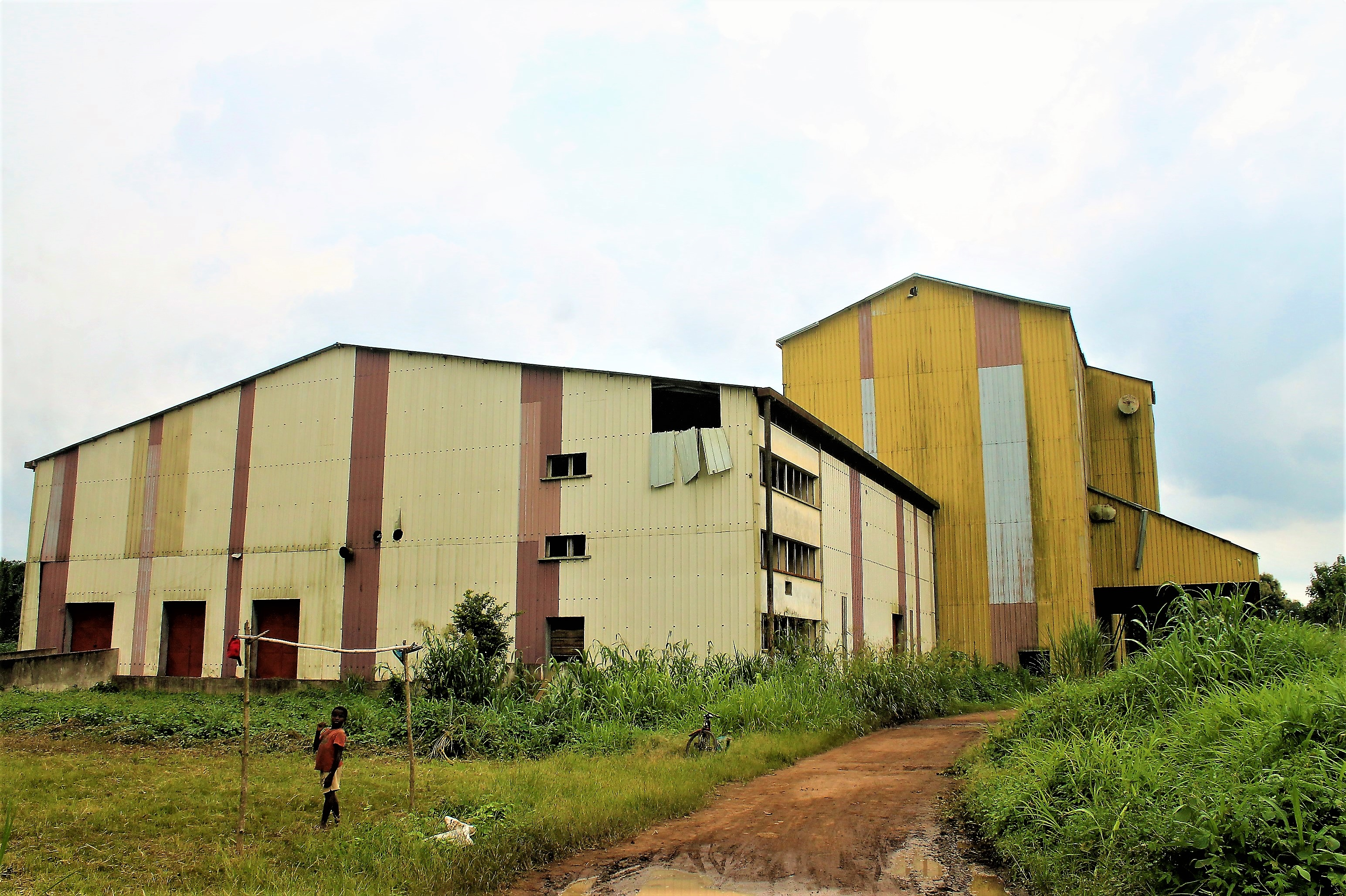
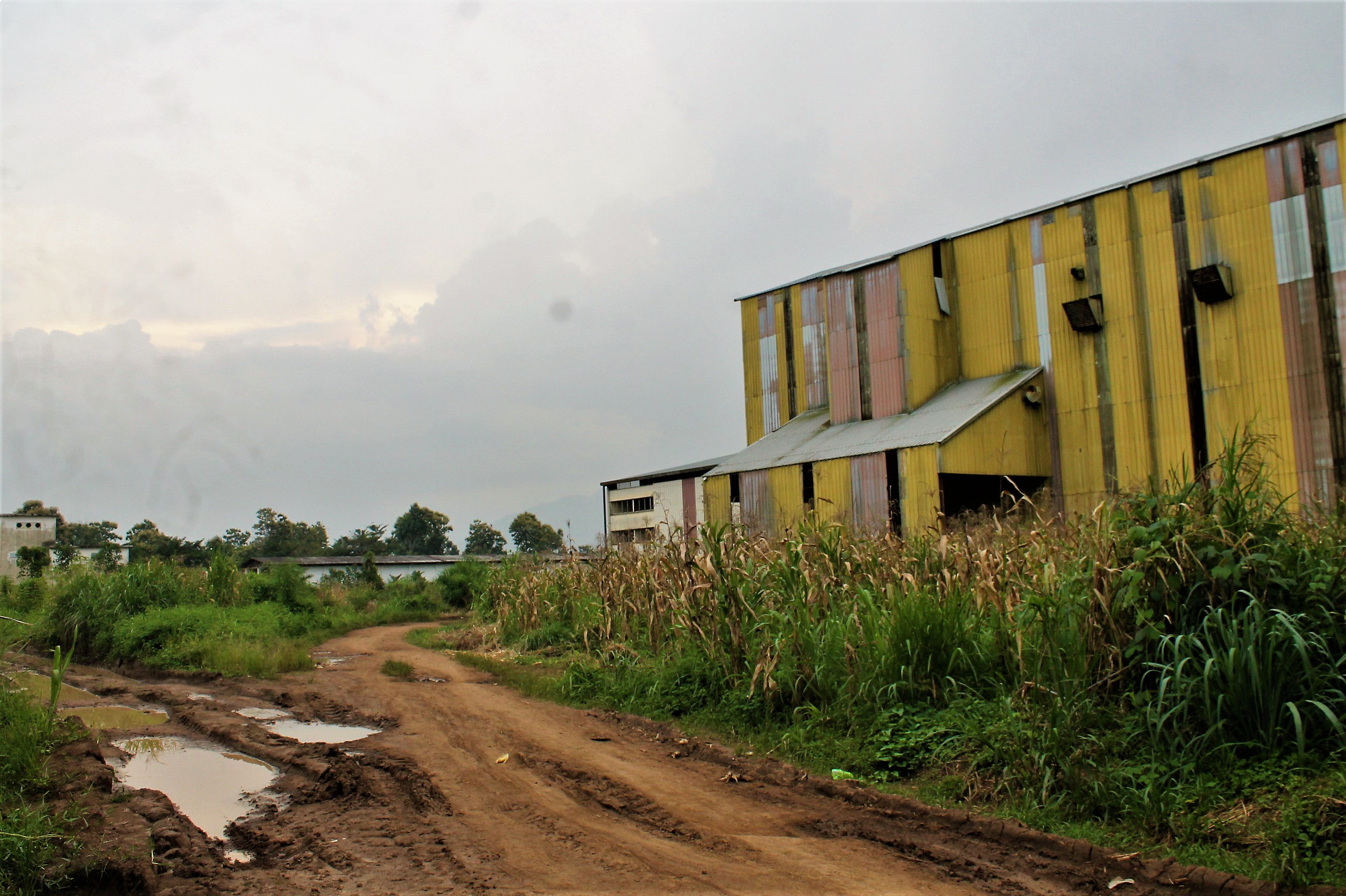
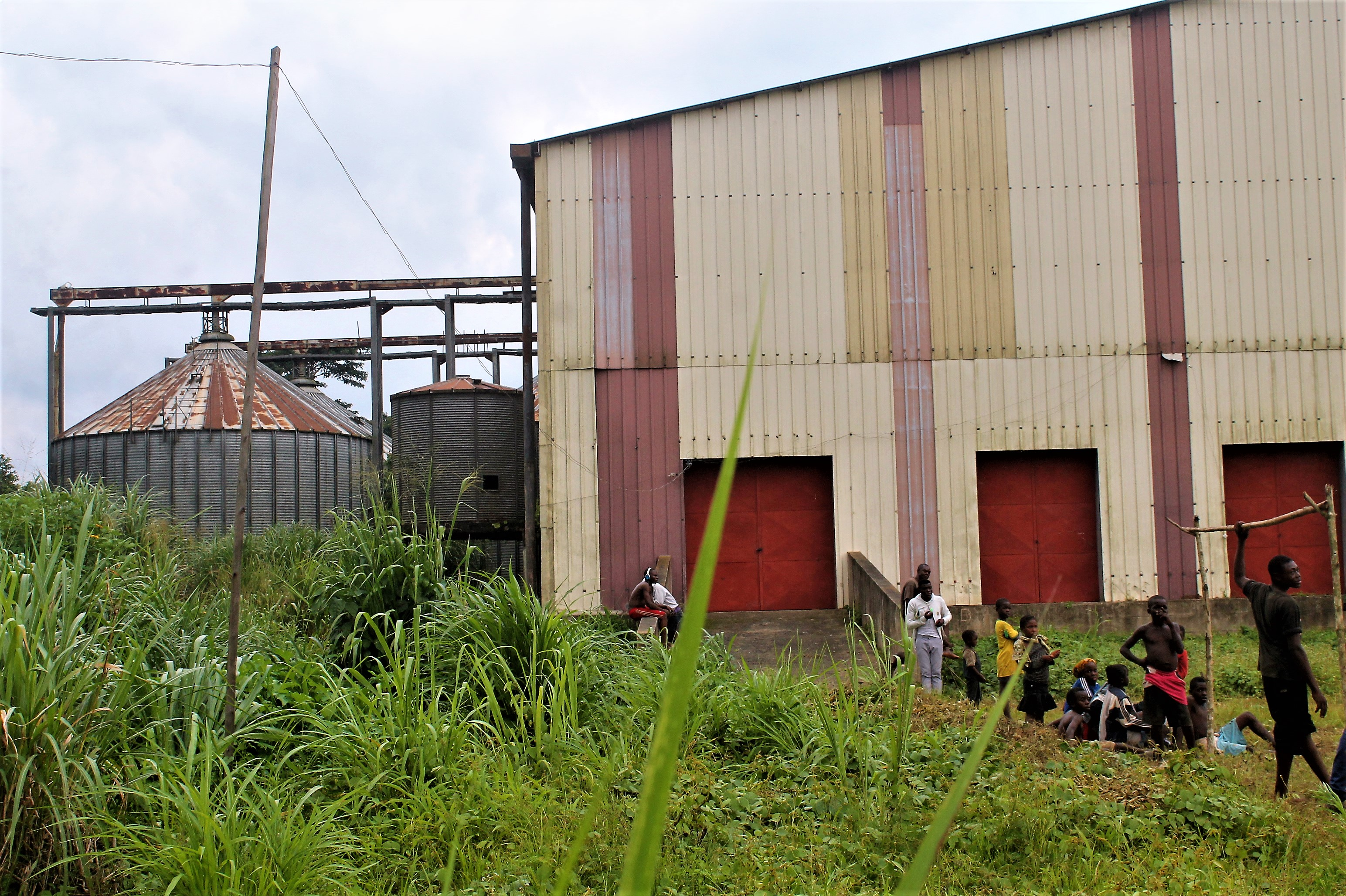

Plus récemment, si le dynamisme de la ville est de retour en raison de l'achèvement de la route Melong - Dschang à la ville agissant comme une plaque tournante du transport entre Bamenda et d'autres parties de la région du Nord-Ouest du Cameroun.
- Environ 80 % de la population est composée d'agriculteurs de subsistance vivriers tels que le taro, le manioc, les haricots, le maïs, le plantain, la banane etc.
- Certains sont aussi engagés dans des cultures de rente comme le cacao et le café qui agissent comme une source majeure de revenus pour ces personnes.

## Personnalités nées à Santchou
- Joseph Defonkongo, Homme politique et premier conseillé municipal du district de Sanzo. Il est le précurseur et celui qui a pensé et mise en place l'architecture hippodaméen ou en échiquier du centre ville pendant son mandat.
- Julienne Keutcha, femme politique, née à Ngwatta en 1924.
- Boris Ngouo, footballeur et écrivain.
- Vincent Efon, homme d'État, né à Ngwatta le 27 août 1927 et mort le 4 novembre 2003.